# إليك يونغ
إليك يونغ (بالإنجليزية: Alec Young)‏ (20 أكتوبر 1925 بغلاسكو في المملكة المتحدة - 2 مارس 2010 في المملكة المتحدة) هو لاعب كرة قدم بريطاني (وحمل سابقاً جنسية المملكة المتحدة لبريطانيا العظمى وأيرلندا) في مركز قلب الدفاع. لعب مع نادي أبردين ونادي روس كاونتي.